# Forschungsgesellschaft Landschaftsentwicklung Landschaftsbau
Die Forschungsgesellschaft Landschaftsentwicklung Landschaftsbau e. V. (FLL) ist eine 1975 gegründete Organisation des Garten-, Landschafts- und Sportplatzbaus in Deutschland. Stand 2025 sind Experten in 65 Fachgremien ehrenamtlich für die FLL tätig.
Die FLL verfolgt satzungsgemäß ausschließlich und unmittelbar gemeinnützige Zwecke zur Förderung von Wissenschaft und Forschung für Landschaftsentwicklung und Landschaftsbau in den Bereichen Grundlagen, Planung, Ausführung und Produktion sowie die Erarbeitung und Verbreitung von Grundsätzen und Richtlinien auf diesen Gebieten. Der Verein finanziert sich durch Mitgliedsbeiträge und den Verkauf der erstellten Regelwerke und anderer Publikationen. Die Tätigkeit der FLL soll produkt- und systemneutral sein. In einigen Fachnormen (DIN-Normen) des Garten- und Landschaftsbaus wird ausdrücklich auf FLL-Publikationen bzw. die dort genannten Verfahren verwiesen.
Fach- bzw. Themengebiete der FLL sind beispielsweise die Abdichtung von Gewässern, Bau- und Vegetationstechnik, Baumkontrolle, Dachbegrünung, Entsorgung von Abfällen im GaLaBa, Verkehrsflächen auf Bauwerken und Versickerung und Wasserrückhaltung. Die FLL verfügt insgesamt über 35 Mitgliedsverbände (Berufs- und Fachverbände) sowie rund 550 Brachenakteure in Einzel- oder Firmenmitgliedschaft.